# Aérocordage

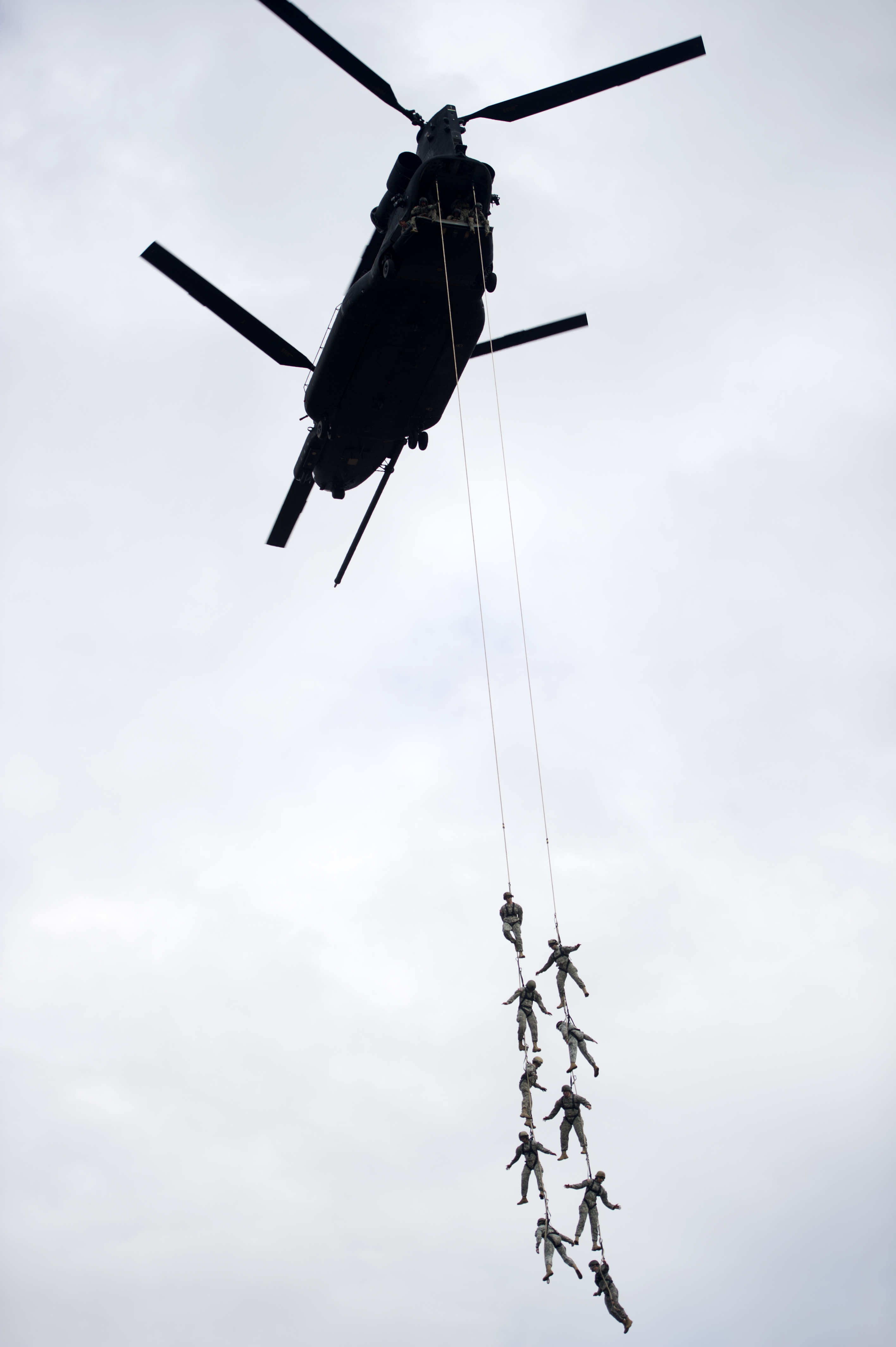
Technique de la grappe mise en œuvre par des soldats américains

L'aérocordage, est l'ensemble des techniques d'assaut et évacuation de personnel militaire par arrimage à une corde fixée à un hélicoptère. L'idée est d'utiliser l'aérocordage lorsque l'hélicoptère ne peut pas se poser, comme sur des terrains accidentés, sur mer ou sur des plateformes.

## Technique et usage
La technique de la grappe : permet l'évacuation rapide d'une dizaine d'hommes équipés et armés. Les soldats s'accrochent à une corde d'une trentaine de mètres pouvant supporter plus de 1 300 kg par l'intermédiaire de mousquetons. La grappe a l'avantage pour les personnels évacués de pouvoir se protéger en se servant de leur armes. Un autre usage est l'assaut de bâtiment ou de structures.
La descende sur corde lisse : permet de faire débarquer rapidement du personnel à une hauteur du sol de 20 mètres environ
La descente en rappel : permet de faire débarquer rapidement du personnel à une hauteur du sol supérieur à 20 mètres

## Galerie

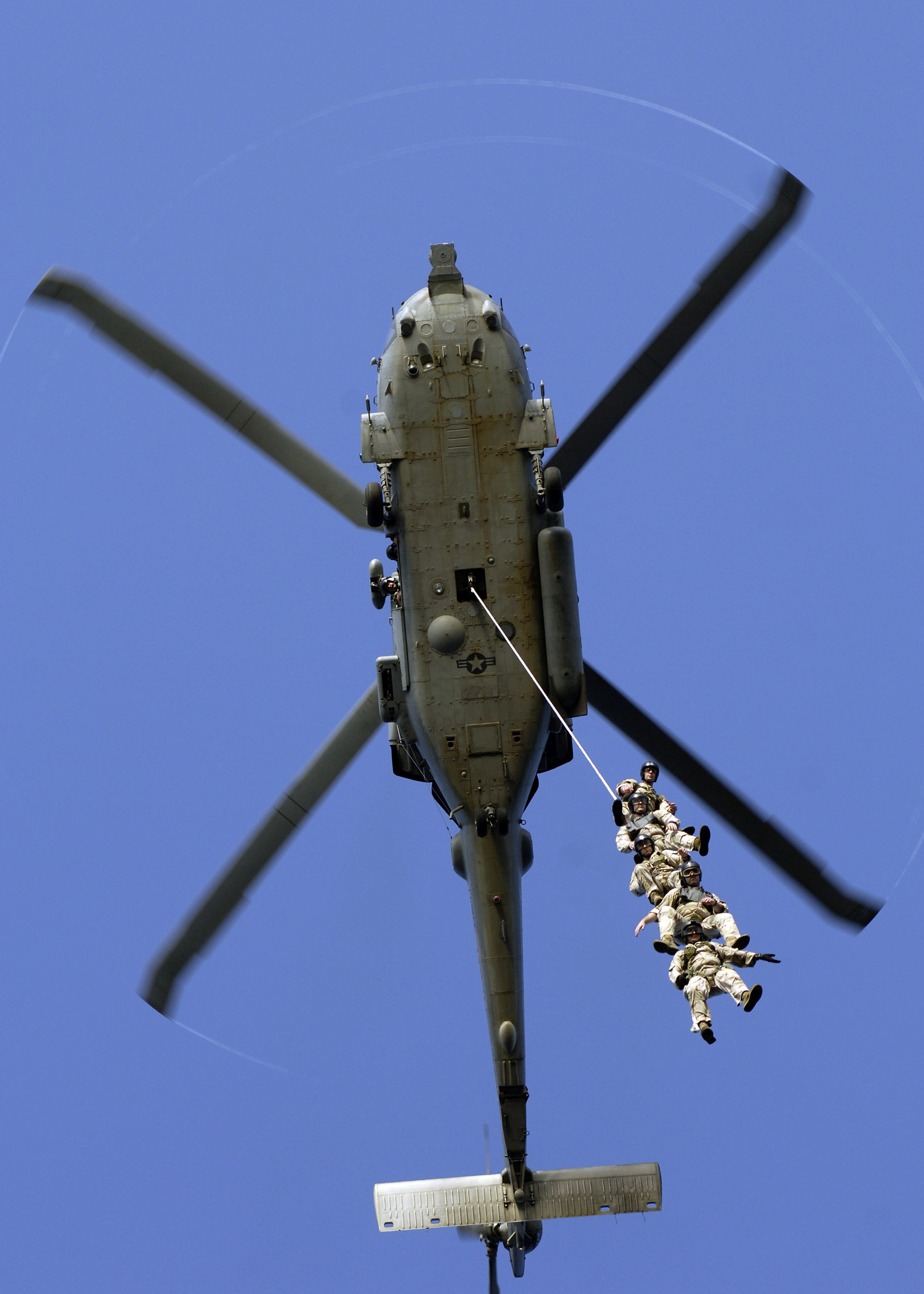
Détail de la fixation
- Exercice du groupement de commandos de montagne